# Gongora escobariana
Gongora escobariana là một loài thực vật có hoa trong họ Lan. Loài này được Whitten mô tả khoa học đầu tiên năm 1991.